# Jacques Faubert
 (mai 2015).
Si vous disposez d'ouvrages ou d'articles de référence ou si vous connaissez des sites web de qualité traitant du thème abordé ici, merci de compléter l'article en donnant les références utiles à sa vérifiabilité et en les liant à la section « Notes et références ».
Jacques Faubert est un compositeur québécois et un professeur d’écriture au Conservatoire de musique de Montréal.

## Jeunesse et éducation
Faubert est né à Valleyfield en 1952 d’un père québécois, Raymond Faubert, et d’une mère suisse allemande, Marguerite Widmer. 
Il débute tardivement ses études musicales à l’âge de 15 ans. Après des cours privés en piano pendant un an, il se présente aux examens d’entrée du Conservatoire de musique de Montréal où il est accepté comme étudiant régulier. Il travaille pendant six ans le piano, l’harmonie, le contrepoint, la fugue, l’orchestration, les arrangements musicaux, la composition, la direction chorale, l’histoire de la musique et l’analyse. Parallèlement, il obtient un baccalauréat en psychopédagogie de l’Université du Québec à Montréal (UQAM). Jean-Louis Martinet, compositeur français et son principal maître au Conservatoire,  l’encourage à poursuivre ses études en France. Après avoir remporté un premier prix en Contrepoint, Harmonie et Fugue au Conservatoire de musique de Montréal, il se rend à Paris et passe l'examen d’entrée du Conservatoire national supérieur de musique et de danse de Paris. Il y étudie la fugue avec Marcel Bitsch ainsi que l’analyse avec Jacques Castérède. Le jeune musicien de 26 ans reçoit un premier prix dans chacune de ces disciplines, dont celui pour l'Analyse reçu à l’unanimité des sept membres du jury . Avec son maître, Martinet, il poursuit à Paris ses études en composition et orchestration.

## Carrière
En 1978, on l’invite à prendre la parole à l’ORTF et, en 1979, quelques-unes de ses œuvres sont créées au Centre culturel canadien et à la Cité internationale des Arts de Paris. De retour à Montréal en 1979, Jacques Faubert est nommé professeur d’écriture au Conservatoire de musique de Trois-Rivières et retrouve son poste attitré de maître de chapelle à l’église Saint-Joseph de Mont-Royal . En 1985, il commence à enseigner au Conservatoire de musique de Montréal . Son enseignement de haut niveau a contribué à procurer une solide formation à plusieurs générations de talentueux musiciens québécois, dont la plupart, outre leur acquis ou carrière en écriture, ont œuvré par après et avec succès dans plusieurs sphères différentes de la musique dite classique, tels que Claude Sheridan (chef, tromboniste et enseignant), Claude Grenier (artiste lyrique et enseignant), Denise Panneton (pianiste et enseignante), Simon Fournier (artiste lyrique, chef de chœur et enseignant) ainsi que Jacques Lacombe, Yannick Nézet-Séguin, Jean-Marie Zeitouni et Pierre Simard (chefs d'orchestre), pour ne nommer que ceux-là. 
Il a produit une trentaine d’œuvres, la plupart ayant été commandées, créées, publiées, radiodiffusées et télédiffusées au Canada et à l’étranger. Dès 1975, le musicien a dirigé plusieurs ensembles vocaux et instrumentaux et a fondé le Chœur de Mont-Royal. Mais sa carrière intensive de chef d’orchestre et de chœur prend vraiment son essor en 1986[réf. nécessaire], avec l’enregistrement sur disque de son Hymne Symphonique - commande de l’Archevêché de Montréal pour le 150e anniversaire du diocèse - auquel collaborent plusieurs chorales et l’Orchestre Métropolitain (OM). En octobre de cette même année, il fonde et dirige pendant une saison le Chœur de l’OM, et le dirige aussi lors de l’enregistrement du disque de Noël de l’OM dont on lui doit l’initiative.
Il fonde en 1988, l’Orchestre symphonique de Mont-Royal (OSMR) devenu, en 1998, l’Orchestre philharmonique du Nouveau-Monde (OPNM) et dont il a légué la direction à l’un de ses anciens élèves, Michel Brousseau. Jacques Faubert a également participé à de nombreux jurys canadiens et européens et en a présidé certains. Il est retraité du Conservatoire de musique de Montréal depuis 2005.

## Œuvres
- Osmose pour bande magnétique et 2 percussionnistes 1974
- Sonate en un mouvement pour violoncelle et piano 1976
- Deux fugues pour orgue dans le style de Jean-Sébastien Bach 1978
- Concerto pour piano et orchestre 1979
- Fugue sur un thème de folklore québécois pour quintette de cuivres 1979
- Requiem sans parole pour clarinette, quatuor à cordes et piano 1983
- Du fleuve à l’Arctique pour flûte et piano 1984
- Suite pour orgue 1984
- Ave Maria pour mezzo-soprano et piano 1984
- Concerto pour 3 trompettes et harmonie de concert 1985
- Hymne symphonique pour 2 récitants, chœur et orchestre 1986
- Messe du Peuple de Dieu
- Magnificat pour soprano, chœur, 2 orgues, 4 trompettes, 4 cors, 4 trombones, tuba et timbales 1986
- Messe de la Saint-Jean-Baptiste pour solistes, chœur et orgue 1986
- Adaptation des Six lieder spirituels de Beethoven op. 48 pour quatuor de voix d’homme 1987
- Psaumes 131 et 129 pour quatuor de voix d’homme et piano 1987
- Missa Brevis pour chœur a cappella 1989
- Suite de Noël pour chœur a cappella 1990
- Variations sur Amazing Grace pour quatuor à cordes 2005
- Prélude et fugue pour orgue 2005
- Méditation pour guitare 2010